# Rohschinken

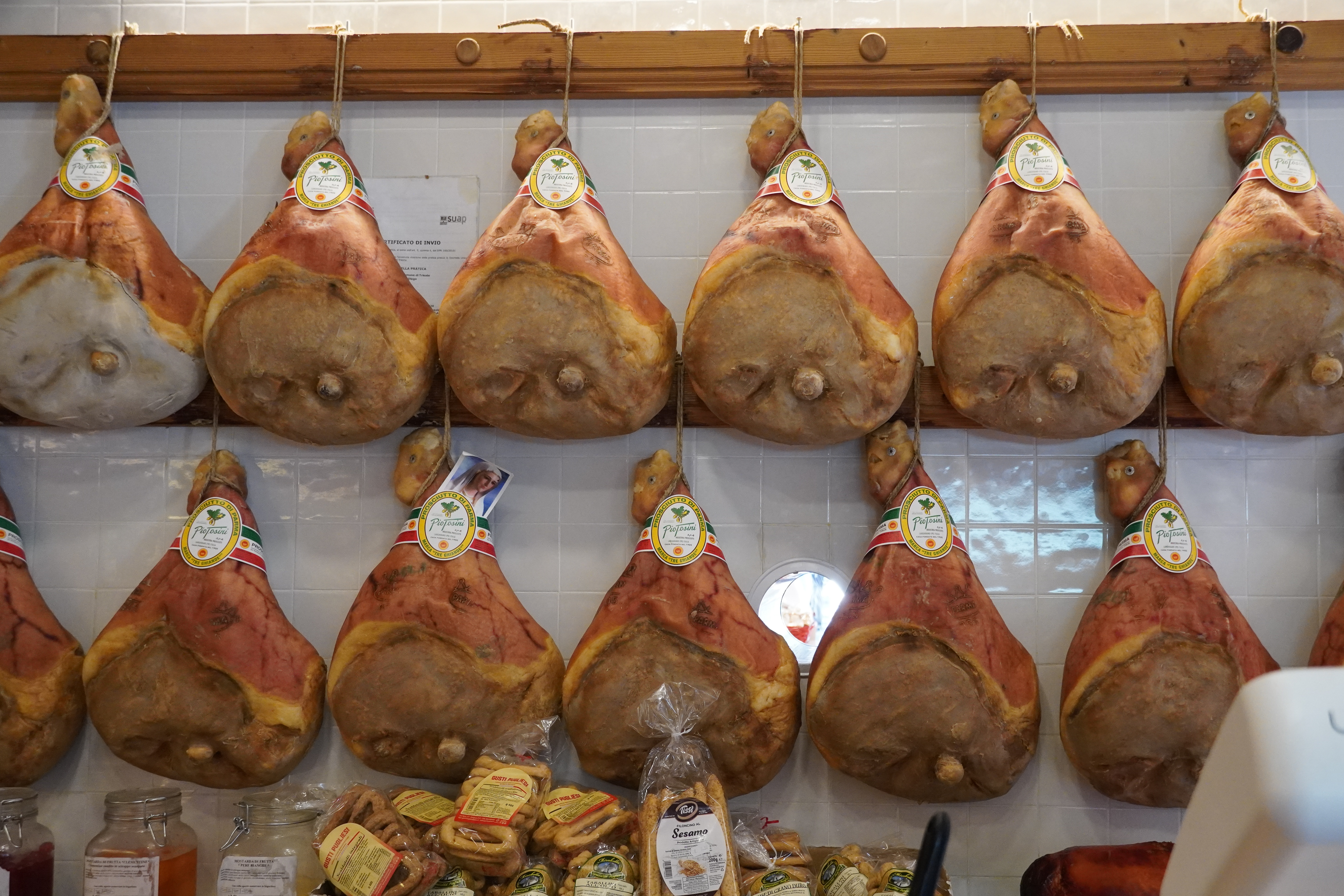
Luftgetrockneter Rohschinken

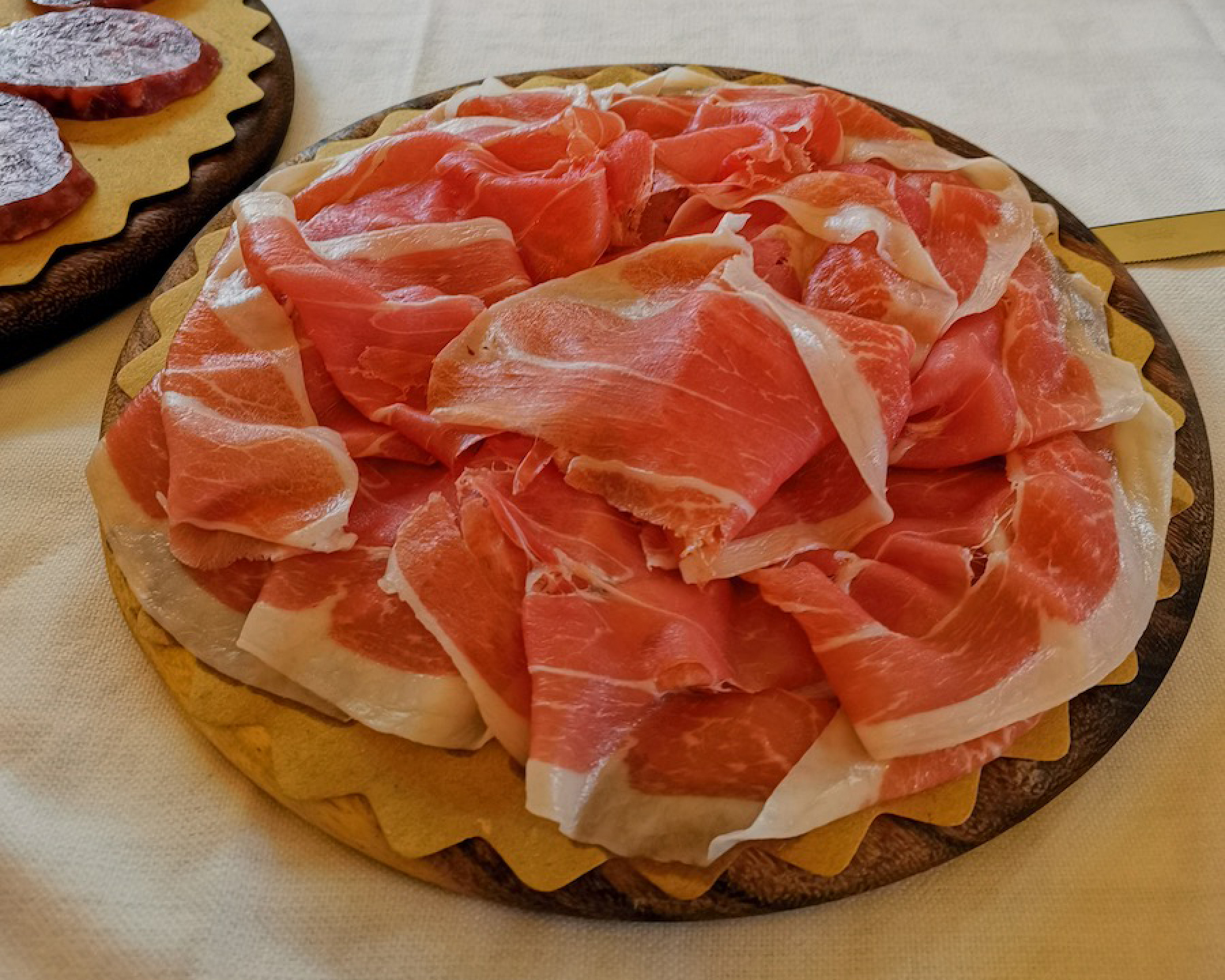
Prosciutto di Parma

Als Rohschinken (auch Rohschneider) bezeichnet man verschiedene Rohpökelwaren. Dabei handelt es sich um rohe gepökelte Fleischerzeugnisse die durch Pökeln bzw. dem Salzen haltbar gemachte, abgetrocknete, geräucherte oder ungeräucherte Fleischstücke von stabiler Farbe, typischem Aroma und von einer Konsistenz, die das Anfertigen dünner Scheiben ermöglicht. Sie werden aus der Beckengliedmasse des Schweines (Schlegel) oder Teilen davon hergestellt. Teilweise haftet ihnen noch die Schwarte an. Die Herstellung aus den entsprechenden Teilen anderer Tierarten wird entsprechend gekennzeichnet (z. B. Rinder-, Wildschwein-, Renschinken). Werden Schinken nach der Herstellung aufgeteilt, so tragen die einzelnen Stücke die Bezeichnung der noch nicht portionierten Schinken.

## Varianten
Varianten des Rohschinkens sind
- Bauernschinken (auch Landschinken): Aus einem Teilstück oder aus mehreren Teilstücken des Schinkens geschnitten.
- Frühstücksschinken: Aus einem Teilstück oder aus mehreren Teilstücken des Schinkens geschnitten.
- Kernschinken (auch Kronenschinken, Papenschinken) Aus der Unter- und Oberschale hergestellt.
- Knochenschinken
- Nussschinken
- Rollschinken: Aus der Unter- und Oberschale hergestellt.
- Schinkenspeck (auch Schinkenecke, Eckschinken)
- Spaltschinken

Auch als Rohschinken definiert werden:
- Rinderrauchfleisch, Neuenahrer Rauchfleisch, Hamburger Rauschfleisch, Nagelholz
- Lachsschinken (auch Karbonadenschinken)
- Räucherling, Räucherlendchen